# Guyans-Durnes
Guyans-Durnes é uma comuna francesa na região administrativa de Borgonha-Franco-Condado, no departamento de Doubs. Estende-se por uma área de 9,03 km². Em 2010 a comuna tinha 295 habitantes (densidade: 32,7 hab./km²).